# 観音寺 (あま市)
観音寺（かんのんじ）は、愛知県あま市にある高野山真言宗の寺院。

## 概要
創建不詳。江戸時代中期の僧である良照を開基として創設された。

## 由緒
寺伝によれば、老婆が一人の子を愛育していたが、一夜の病で没し、悲嘆の日々を送っていた。ある夜、観音が夢に現れ、その託宣により、家財の全てを売り払い、ここに観音堂を建立したのが始まりと言われている。
尾張西国三十三カ所観音、第十八番札所であり、津島街道（津島上街道）には、寛保3年（1743年）の銘のある当寺への道標が花長地内にある。

## 所在地
- 愛知県あま市七宝町伊福弐之割3